# Sant Joan d'Avinyó
Sant Joan és una església romànica modificada a la vila d'Avinyó protegida com a bé cultural d'interès local. De la part romànica solament en resta part dels murs de la nau. A l'esquema romànic inicial li foren afegides unes capelles laterals i la façana moderna. Per tal de retornar-li la fisonomia romànica en el segle XX se li referen de nou els tres absis que es van decorar amb un fris d'arcuacions llombardes i amb finestres de doble esqueixada. Tot l'interior de l'edifici fou enguixat en les successives modificacions dels segles xvii i XIX.
L'església és un edifici de tres naus (amb la porta actual orientada a ponent) separades per pilars rectangulars que sostenen les voltes de creueria. Tot l'interior és arrebossat. En un costat s'aixeca el campanar de forma quadrangular amb obertures d'arc de mig punt per les campanes.

## Història
L'església de Sant Joan, situada dins l'antic terme del castell d'Avinyó, fou sempre parròquia; des del 932 és mencionada documentalment sota l'advocació de Sant Andreu i la primera església fou construïda per iniciativa del comte Sunyer de Barcelona. A partir del segle xi l'església és advocada ja a Sant Joan i a Santa Maria i sabem que l'any 1232 fou construïda i novament consagrada una església a Avinyó, amb el nom de Sant Joan. A partir del segle xvii l'església romànica comença a modificar-se: baptisteri, campanar, sagristia i capelles. Al segle xix el conjunt romànic gairebé va desaparèixer en unificar-se externament el conjunt de les dependències que l'envolten i al construir-se la nova façana.